# Aughnacloy
Aughnacloy är en ort i Storbritannien.   Den ligger i riksdelen Nordirland, i den västra delen av landet, 500 km nordväst om huvudstaden London. Aughnacloy ligger 63 meter över havet och antalet invånare är 801.
Terrängen runt Aughnacloy är platt. Runt Aughnacloy är det ganska glesbefolkat, med 43 invånare per kvadratkilometer. Närmaste större samhälle är Dungannon, 16,1 km nordost om Aughnacloy. Trakten runt Aughnacloy består i huvudsak av gräsmarker.